# Виндек
Виндек (њем. Windeck) општина је у њемачкој савезној држави Северна Рајна-Вестфалија. Једно је од 19 општинских средишта округа Рајн-Зиг. Према процјени из 2010. у општини је живјело 20.670 становника. Посједује регионалну шифру (AGS) 5382076, NUTS (DEA2C) и LOCODE (DE WNK) код.

## Географски и демографски подаци
Виндек се налази у савезној држави Северна Рајна-Вестфалија у округу Рајн-Зиг. Општина се налази на надморској висини од 90-378 метара. Површина општине износи 107,2 km². У самом мјесту је, према процјени из 2010. године, живјело 20.670 становника. Просјечна густина становништва износи 193 становника/km².